# Бранко Вукосављевић
Бранко Вукосављевић (Неготин 23. март 1887 — Нови Сад 19. јун 1919) био је први вршилац дужности команданта ратног ваздухопловства Краљевства СХС.

## Биографија
Након завршене гимназије ступио је у нижу Војну академију 1. септембра 1905. године као питомац 38. класе. Школовање је завршио с одличним успехом као први у рангу. У чин артиљеријског потпоручника Бранко Вукосављевић је унапређен 1. септембра 1909. године. Потом је распоређен у Дунавски артиљеријски пук, где је био на служби три године. У чин артиљеријског поручника је унапређен 2. октобра 1912. године.
За време балканских ратова Бранко Вукосављевић био је командир Друге коњичке батеријеа а у чин капетана друге класе унапређен је 31. октобра 1913. године, а у чин капетана прве класе унапређен је 15. јуна 1915. године.

## Први светски рат
На почетку рата 1914. године Бранко Вукосављевић био је водник у градском артиљеријском пуку, и одмах је распоређен на фронт - за командира батерије у Црној Гори. Од октобра 1915. године па до извлачења српске војске преко Албаније, био је помоћник команданта артиљерије санџачко-црногорске војске, начелник штаба Јаворског одреда, а једно време и командант српско-црногорске артиљерије на том сектору.
У авиону је први пут летео као путник почетком 1916. године. Наиме, тада је са аеродрома у селу Барбалуши код Скадра, с којег је у зиму и пролеће 1913. године дејствовао Приморски аероплански одред српске војске, и где је погинуо на борбеном задатаку наредник-пилот Михаило Петровић, капетан Вукосављевић каснији командант српске и југословенске авијације превезен у Љеш, а затим у Драч.
У пролеће 1916. године отишао је са Трећом класом српских пилота на школовање у Француску. У Француској се капетан Бранко Вукосављевић обучавао на специјалистичким курсевима за пилота у Шартру, за летење на хидроавионима у Аркашону, у школи гађања у Казоу, у школи акробатског летења у Поу и у школи за пилоте-ловце у Авроу. Почетком септембра вратио се на Солунску фронт.
Распоређен је у ескадрилу српске Друге армије. Убрзо потом је формирано одељење ловаца, које је популарно називамо “Нијепорско одељење” јер је у наоружању имало познате ловачке авионе Нијепор (неки аутори користе термин Њепор). То је била прва самостална авијацијска јединица попуњена искључиво припадницима Српске војске, а капетан прве Класе Бранко Вукосављевић био је први командир “Нијепорског одељења”. Ово одељење је базирало на аеродрому “Вертекоп” и било је веома много ангажовано на разним борбеним задацима, а првенствено у ловачкој заштити.
У једној борби у ваздуху, када је био у посади са потпоручником-пилотом Миодрагом Милетићем, оборио је непријатељски авион. У мају 1917. године Бранко Вукосављевић је рањен, па је упућен у Француску на лечење.
Непун месец дана после рањавања вратио се летењу. Извршио је преобуку на чувеном ловцу СПАД-7, и на изричиту жељу и његово инсистирање допуштено му је да извршава борбене задатке. Прво је летео у ескадрили за борбу и даље извиђање, а затим у ловачкој ескадрили. Учествовао је у више борби, а у једној од борби у ваздуху код Вердена, оборио је непријатељски авион. Искуства која је стекао на Западном фронту била су му касније од драгоцене помоћи.
По повратку на Солунски фронт постављен је за командира Прве српске ескадриле, односно Српског аеропланског одреда, у чијем саставу је била и Друга српска ескадрила, а по неким ауторима за командата целокупне српске авијације — Српске аропланске ескадре. Са том формацијом командовао је у пробоју Солунског фронта и у операцијама за ослобођење отаџбине.

## Након Првог светског рата
Почетком 1919. године унапређен је у чин мајора и постављен за команданта целокупног ваздухопловства Краљевине СХС. Тада је од штаба Аеропланске ескадре формирана Ваздухопловна команда, као команда ваздухопловства Краљевине СХС, на челу са мајором Бранком Вукосављевићем. Ваздухопловна команда имала је ранг пука.
Након формирања команде ваздухопловства приступило се изради организације, формације и другим неопходним пословима. Мајор Бранко Вукосављевић је израдио прву формацију југословенског ваздухопловства. За кратко време док је био на челу југословенског ваздухопловства, неуморно је радио дајући све од себе.
На дужности команданта југословенског ваздухопловства мајор Бранко Вукосављевић био је веома кратко. Погинуо је 19. јуна 1919. године у ваздухопловном удесу на аеродрому „Нови Сад“.

## Одликовања
Одликован је многобројним одликовањима:
- Златном медаљом за ревносну службу,
- сребрном и златном медаљом за храброст,
- споменицом 1912—“Освећено Косово”,
- Споменицом 1913,
- Албанском споменицом,
- Белим орлом IV степена са мачевима,
- Карађорђевом звездом IV степена,
- Француским ратним крстом са три палме, и
- највишим француским одликовањем - Ореденом легије части.